# Ptilinopus aurantiifrons
La tortora beccafrutta frontearancio, colomba frugivora frontearancio o colomba frugivora frontearanciata (Ptilinopus aurantiifrons  (Gray, 1858))è un uccello della famiglia dei columbidi, diffuso in Indonesia e in Nuova Guinea.